# Frederik Louis Hviid
Frederik Louis Hviid (* 25. Juni 1988 in Kopenhagen) ist ein dänischer Filmregisseur und Drehbuchautor.

## Leben
Der 1988 in Kopenhagen geborene Frederik Louis Hviid schloss im Jahr 2016 sein Regiestudium an der alternativen Filmschule Super16 im Nordisk Film Studio in Valby, Kopenhagen ab. Zuvor studierte er am European Film College in Ebeltoft.
Während seiner Zeit bei Super16 drehte Hviid die Kurzfilme War of Adil (2014), King (2015) und Half Man (2016). Letzterer wurde unter anderem bei den Filmfestspielen von Cannes 2017 mit dem Young Directors Award als bester Kurzfilm ausgezeichnet. Er führte Regie bei den letzten beiden Folgen der äußerst erfolgreichen dänischen Fernsehsendung Follow the Money, die auch 2019 bei der Berlinale vorgestellt und später in den USA und Großbritannien bei BBC Four gezeigt wurde.
Sein Actionfilm Shorta – Das Gesetz der Straße, den er gemeinsam mit Anders Ølholm realisierte, feierte Anfang September 2020 bei den Filmfestspielen von Venedig 2020 seine Premiere, wo er im Rahmen der internationalen Kritikerwoche gezeigt wurde.
Hviid lebt mit seiner Frau und seiner zweijährigen Tochter in Kopenhagen.

## Filmografie (Auswahl)
- 2013: Palma (Kurzfilm, Regie und Drehbuch)
- 2014: Adils krig (Kurzfilm, Regie und Drehbuch)
- 2015: King (Kurzfilm, Regie und Drehbuch)
- 2016: Halvmand (Kurzfilm, Regie)
- 2019: Follow the Money (Fernsehserie, Regie, 2 Folgen)
- 2020: Shorta – Das Gesetz der Straße (Shorta, Regie und Drehbuch)